# Money for Nothing (1932)
Money for Nothing é um filme britânico de 1932, do gênero comédia, dirigido por Monty Banks e estrelado por Seymour Hicks, Betty Stockfeld e Edmund Gwenn. Um jogador penniless é confundido com um homem muito rico em Monte Carlo.

## Elenco
- Seymour Hicks ... Jay Cheddar
- Betty Stockfeld ... Joan Blossom
- Edmund Gwenn ... Sir Henry Blossom
- Donald Calthrop ... gerente
- Henry Wenman ... Jay Cheddar
- Philip Strange ... Jackson
- Amy Veness ... Emma Bolt
- Charles Farrell
- Mike Johnson
- Hal Gordon
- Renee Gadd ... empregada doméstica